# 刘锡潜
刘锡潜（1951年—），山东禹城人，汉族，中华人民共和国政治人物、第十一届全国人民代表大会山东地区代表。
毕业于中央党校函授学院经济专业，是中共党员。担任山东禹王实业有限公司董事长。2008年起担任全国人大代表。